# Александрук, Валерий Евгеньевич
Валерий Евгеньевич Александрук (укр. Валерій Євгенович Александрук; род. 9 февраля 1956, Киев) — украинский дипломат, с 19 марта 2015 до 19 июля 2019 года — Чрезвычайный и Полномочный Посол Украины в Федеративной Республике Нигерия, с 12 мая 2016 до 19 июля 2019 года — в Республике Гана и Республике Бенин (по совместительству), с 11 октября 2016 до 19 июля 2019 года — в Республике Сьерра-Леоне (по совместительству). Чрезвычайный и Полномочный Посланник 2-го класса (2013).

## Биография
Родился 9 февраля 1956 года в Киеве.
В 1978 году окончил с отличием Харьковский институт радиоэлектроники.
Окончил Дипломатическую академию при МИД Украины (магистр внешней политики).
На дипломатической службе с 1995 года.
В 1995—1996 и 1998—2001 годах — первый секретарь Посольства Украины в Японии.
В 2001—2003 годах — начальник отдела стран Азиатско-Тихоокеанского региона Пятого территориального управления МИД Украины.
В 2003—2005 годах — заместитель начальника Пятого территориального управления МИД Украины.
В 2005—2009 годах — советник по политическим вопросам Посольства Украины в Республике Корея.
В 2009—2011 годах — заместитель начальника Управления генеральной инспекции МИД Украины.
В 2012—2014 годах — заместитель директора департамента — начальника управления стран Ближнего Востока и Африки Четвёртого территориального департамента МИД Украины.
В 2014—2015 годах — посол по особым поручениям Департамента стран Ближнего Востока и Африки МИД Украины.
С 19 марта 2015 по 19 июля 2019 года — Чрезвычайный и Полномочный Посол Украины в Федеративной Республике Нигерия.
С 12 мая 2016 по 19 июля 2019 года — Чрезвычайный и Полномочный Посол Украины в Республике Гана и Республике Бенин (по совместительству).
С 11 октября 2016 по 19 июля 2019 года — Чрезвычайный и Полномочный Посол Украины в Республике Сьерра-Леоне (по совместительству).
Владеет английским, японским и русским языками.
Женат, имеет двоих детей.